# London Rail
London Rail (en català, ferrocarril de Londres) és una filial de Transport for London (TfL), participa en la relació amb la xarxa de National Rail i és responsable de les xarxes de London Overground, servei de ferrocarril gestionat directament per TfL, Docklands Light Railway i London Trams.

## National Rail a Londres
La xarxa de National Rail transporta un gran nombres de passatgers diàriament a Londres i també proporciona nombrosos serveis a South London.
En virtud de la llei (Greater London Authority Act 1999) elaborada per l'Autoritat del Gran Londres es van donar poders a Transport for London per consultar amb els operadors de trens i, com a tal, London Rail és més un facilitador que un operador, que ha desenvolupat aliances per promoure els seus objectius amb: el departament de transport, responsable de l'estratègia de ferrocarril; Network Rail, propietari de la infraestructura; i les diverses empreses opreadores
El 2003 es va llançar un projecte pilot per promoure els diferents serveis prestats per les empreses operadores de trens a South London sota la marca, Overground Network. El pla inclou l'actualització d'estacions, senyalitzacions i publicitat, però la promoció de la marca va cessar el 2007.
El novembre de 2007, London Rail va prendre el control directe de l'antic metro de Silverlink sota la marca de London Overground. Les línies, majoritàriament a North London, són gestionades per TfL, amb subcontracte a LOROL.

## Les futures propostes
London Rail és responsable del perllongament de la línia East London, i és una font de finançament per a la millora de freqüències de servei de ferrocarril i les instal·lacions de les estacions a la regió de Londres. L'ampliació de la línia East London deixarà de formar part del metro de Londres per passar a London Overground a partir de 2010.
L'ex alcalde de Londres Ken Livingstone va expressar el desig de prendre el control de tots els serveis ferroviàris a Londres en el futur i que formés part de London Overground.